# Новосёлов, Евгений Сергеевич
Евгений Сергеевич Новосёлов (род. 5 апреля 1989 года) — российский прыгун в воду.

## Карьера
Мастер спорта Международного класса по прыжкам в воду. Тренируется в Екатеринбурге.
В 2010 году стал чемпионом России на 1-метровом трамплине.
На Универсиаде 2013 года в Казани завоевал бронзу на 1-метровом трамплине.
На чемпионате Европы 2015 года в Ростоке стал серебряным призёром на 1-метровом трамплине.
На чемпионате России 2015 года стал чемпионом на 1-метровом трамплине и в паре с братом Вячеславом завоевал серебро в синхроне с 3-метрового трамплина.
На Универсиаде 2015 года в Кванджу стал серебряным призёром на 1-метровом трамплине и победителем в синхронном прыжке с 3-метрового трамплина, причём партнёром Евгения был брат Вячеслав.
Студент Екатеринбургского филиала Уральского государственного университета физической культуры.